# Aziza A.
Aziza A. (* 1971 in Berlin), auch Aziza-A, bürgerlich Alev Azize Yıldırım, ist eine Berliner Rapperin, Schauspielerin und Moderatorin. Sie gehört zu den frühen Stars des türkischen Hip-Hop in Deutschland.

## Werdegang
Yıldırım ist die Tochter einer 1968 nach Deutschland eingewanderten türkischen Familie. Sie rappt in deutscher wie türkischer Sprache. Mitte/Ende der 1990er Jahre gab Yıldırım zahlreiche Konzerte, wurde im Radio gespielt und war in deutschen Medien präsent. Ihr erstes Album Es ist Zeit (1997) erreichte Platz zwei der World Music Charts Europe. Zuvor sah man sie von April bis Juli 1996 als Moderatorin der Jugendsendung Dr. Mag im ZDF.
Später folgten weitere Moderationen (so für Radio Multikulti vom SFB/RBB) sowie als Theater- und Filmschauspielerin und ein weiteres Album (2002). Musik der Künstlerin war auch in Spielfilmsoundtracks von Regisseuren wie Kutluğ Ataman oder Buket Alakuş zu hören. Mit der Gruppe Kanak Atak setzte sie sich für die Repräsentation deutschtürkischer Kultur ein.
Sie tritt in Berlin regelmäßig als DJ und Performerin u. a. im SO36 auf, ist Produzentin und Solistin der Gazino Night zusammen mit Turgay Ayaydınlı u. a. im Heimathafen Neukölln.

## Diskografie
- 1996: Breaking Walls, Samplerbeitrag (Multikulti/Gift Music)
- 1997: Es ist Zeit (Orient Express/BMG)
- 2002: Kendi Dünyam (Doublemoon)
- 2009: Kulak Misafiri (Balet Plak)

## Beiträge zu Filmsoundtracks
- Hiz (Lola und Bilidikid, 1999)
- Hayat (Eine andere Liga, 2004)

## Filmrollen
- 1999: Lola und Bilidikid, Regie und Drehbuch: Kutluğ Ataman
- 2000: Scheidung auf Rädern, Regie: Christine Kabisch, Drehbuch: Pamela Katz
- 2002: Banu, Regie und Drehbuch: Bilhan Derin
- 2005: Eine andere Liga, Regie und Drehbuch: Buket Alakus

## Musiktheater (Auswahl)
- 2008: Gazino Arabesk (Ballhaus Naunynstraße), Regie: Neco Çelik